# درود (دهانه)
درود یک دهانه برخوردی در ماه‌ است.